# 卡斯塔夫
卡斯塔夫是克羅地亞的城鎮，位於該國西部，距離里耶卡約10公里，由濱海和山區縣負責管轄，面積11平方公里，海拔高度378米，2001年人口2,037。
45°23′N 14°21′E / 45.383°N 14.350°E